# Metacyclops unacanthus
Metacyclops unacanthus – gatunek widłonoga z rodziny Cyclopidae. Nazwa naukowa tego gatunku skorupiaków została opublikowana w 1936 roku przez szwedzkiego zoologa Knuta Lindberga.